# ビューカメラ

ビューカメラの構造

ビューカメラ（英: View camera）とは、独立したファインダーを持たないカメラのことである。
ビューカメラの構成は、基本的にレンズ、蛇腹、ガラス（フィルム挿入部）の三つの部分からなる。この三つを保持するためにモノレールを用い「モノレールカメラ」とも呼ばれる「（狭義の）ビューカメラ」と、組立暗箱のようにベース上に立ち上げる「フィールドカメラ」がある。

## 特徴

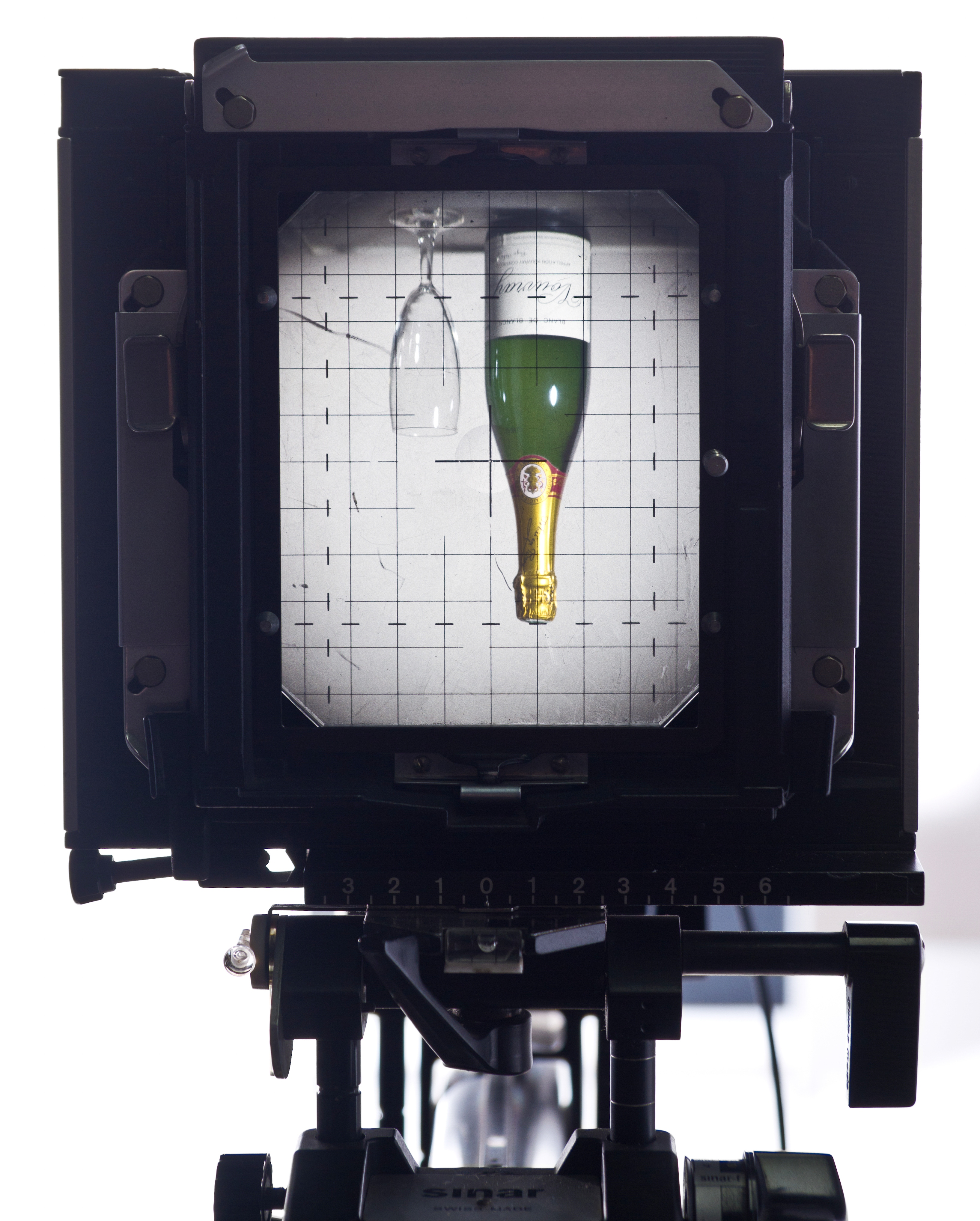
被写体がピントグラスに左右上下逆像で写っている

フレーミングとピントの確認は焦点面に磨りガラス（ピントグラス）などを置き、そこに写る像を直接見ることによって行なう。像は180°回転した状態でピントグラスに写る。
ビューカメラの多くはシートフィルムを用いることを前提とした構造になっており、撮影時にはピントグラスの前にシートフィルムホルダーを挿入するか、ピントグラスを外してロールフィルムホルダーやデジタルバックを装着する。
レンズの光軸と感光材料面を独立して移動できるあおり機構を持つカメラが多い。左右方向に光軸を傾けることをスイング、上下方向に光軸を傾けることをティルト、左右方向に平行移動させることをシフト、上方向に平行移動させることをライズ、下方向に平行移動させることをフォールという。ティルトとスイングはピント面を傾けられるので、斜めの平面に対してピントを合わせることができる。